# Closer to Heaven
Closer To Heaven è un musical scritto dai Pet Shop Boys e Jonathan Harvey. Debuttò al Arts Theatre di Londra nel maggio 2001 e fu rappresentato fino al 13 ottobre 2001.
Una seconda produzione di Closer To Heaven fu messa in scena in Australia nel 2005.

## Trama
La storia è narrata da Billie Trix (interpretata da Frances Barber) ex attrice ed icona rock, la quale ha anche una parte nella storia. Il numero d'apertura dello spettacolo, My Night, è cantata da Billie e il resto del cast. Sempre nel numero d'apertura vengono introdotti tutti i personaggi.
Shell Christian (Stacey Roca) va a trovare il suo sconosciuto padre, Vic Christian (David Burt), per la prima volta dopo anni. Vic, che è gay, abbandonò Shell e sua madre durante la sua infanzia e ora gestisce un famoso club gay di Londra. Nel frattempo, Straight Dave (Paul Keating), il quale è appena arrivato dall'Irlanda, lavora come barista nel club di Vic e nutre una viva ambizione nel divenire ballerino del club. Dopo aver visto e parlato a suo padre, Shell incontra Dave e se ne innamora.
Il produttore discografico Bob Saunders (Paul Broughton) è un amico di Billie Trix e membro del club. Vede Dave danzare e decide di volerlo per la sua boy band che sta formando. Gli fa un'offerta ma Dave non dimostra interesse nel cantare. Nonostante ciò, Bob insiste per far lavorare Dave nel suo progetto.
Dave incontra e si innamora dello spacciatore Mile End Lee (Tom Walker), che spaccia nel locale di Vic. Shell rimane devastata nello scoprire la omosessualità di Dave, sebbene una parte di lei lo abbia sempre sospettato. Non molto dopo Vic scopre che Lee spaccia droga nel suo club e gliela confisca. Dispiaciuto, Lee si preoccupa di poter essere ucciso per aver perso la droga.
A questo punto, ognuno si riversa nella chetamina - Shell è ancora turbata dalla scoperta di Dave, Lee è preoccupato che possa essere ucciso, Dave è frustrato dal rifiuto di Lee, e Billie, da sempre consumatrice di droga, non ha bisogno di scuse per essere frustrata. Sfortunatamente Lee muore a causa di una overdose: al suo funerale Dave canta una canzone, For All Of Us.
Pochi mesi dopo Dave ottiene successo e canta Positive Role Model alla fine dello show.

## Musica
Gran parte delle canzoni che appaiono in Closer To Heaven sono state specificatamente scritte per il musical, in quanto i Pet Shop Boys non volevano produrre una specie di "musical jukebox" come Mamma Mia! o We Will Rock You. Diverse canzoni del musical fanno parte dell'album  Nightlife del 1999 dei Pet Shop Boys, fra cui la omonima Closer To Heaven, In Denial e Vampires.
Durante la stesura del musical, infatti, i Pet Shop Boys stavano registrando l'album Nightlife e originariamente quasi tutti i brani dovevano far parte del musical.
La canzone più vecchia del musical è Shameless, brano che fu pubblicato nel 1993 come bi-side del loro famosissimo singolo Go West.

### Canzoni
- "My Night" - cantata da Billie Trix e il cast
- "Closer To Heaven" - Shell e Vic
- "Something Special" - Straight Dave
- "Positive Role Model" (strumentale)
- "Closer To Heaven" - Shell e Dave
- "In Denial" - Vic e Shell
- "Call Me Old Fashioned" - Bob Saunders
- "Nine Out Of Ten" - Shell e Straight Dave
- "It's Just My Little Tribute To Caligula, Darling!" - Billie Trix
- "Hedonism (strumentale)"
- "Friendly Fire" - Billie Trix
- "In Denial" - Straight Dave e Shell
- "Something Special (reprise) - Straight Dave
- "Shameless" - Vile Celebrities
- "Vampires" - Vic
- "Closer To Heaven" - Straight Dave e Mile End Lee
- "Out Of My System" - Shell con Billie Trix, Flynn e Trannies
- "K-Hole (strumentale - con un estratto di "Run, Girl, Run!" di Billie Trix)"
- "For All Of Us" - Straight Dave
- "Closer To Heaven" - Straight Dave
- "Positive Role Model" - Straight Dave
- "My Night" - L'intero cast

## Album della colonna sonora
L'album della colonna sonora, intitolato Closer To Heaven (Original Cast Recording), fu pubblicato nell'Ottobre 2001 e fu prodotto dai Pet Shop Boys e Stephen Hague. Il disco contiene le canzoni del musical registrate originariamente in studio.
Originariamente si pensò di pubblicare Positive Role Model come singolo prima della pubblicazione dell'album. Remix della canzone furono anche pubblicati (a cura di Almighty e Fergie), ma il tutto svanì quando la proiezione a Londra terminò. Questi remix rimasero così irrealizzati, sebbene il remix di Almighty fu possibile da ascoltare per un breve tempo sul sito ufficiale dei Pet Shop Boys. Il disco riuscì ad entrare nella classifica britannica degli album alla posizione 107.
La canzone cantata da Billie Trix, Run, Girl, Run!, fu pubblicata come singolo in edizione limitata.

## Canzoni demo
Durante la registrazione dell'album Nightlife dei Pet Shop Boys furono scritte diverse canzoni che poi non vennero mai incluse né nell'album né nel musical. Alcune di queste furono poi pubblicate come b-side di alcuni singoli dei Pet Shop Boys: per esempio la canzone Nightlife appare nel singolo Home and Dry del 2002. Per breve tempo furono anche possibili da ascoltare nel sito ufficiale dei Pet Shop Boys, ma rimangono tuttora mai pubblicati. Alcune di queste canzoni sono Tall Thin Men, The Night Is The Time To Explore Who You Are, You've Got To Start Somewhere e  A Little Black Dress.

## Debutto in teatro e altre performance
Nel maggio 2001 Closer to Heaven debutta all'Arts Theatre. Originariamente si era presupposto di far durare lo spettacolo fino al settembre 2001, ma poco dopo il suo debutto si decise di prolungare la proiezione fino al gennaio 2002 (decisione presa in base alla forte presenza di pubblico nelle prime performance). Nello stesso periodo, a quanto dichiarato dai Pet Shop Boys, diverse compagnie di produzioni teatrali di tutto il mondo si interessarono allo spettacolo (inclusa New York) e una produzione tedesca. Durante l'estate, comunque, l'affluenza del pubblico diminuì sempre più. In un'intervista Neil Tennant dichiarò che la colpa di questo fu in gran parte dello scarso marketing e delle critiche negative che i giornali diedero. Dopo l'11 settembre 2001 l'Arts Theatre era preoccupato per la continua scarsa affluenza di spettatori in tutta Londra e voleva una maggiore affluenza. Così Closer to Heaven chiuse i battenti il 13 ottobre 2001, rimpiazzato The Vagina Monologues.
Nel 2005 una produzione australiana riprodusse Closer to Heaven in teatro a Brisbane, Australia. Secondo i Pet Shop Boys nel dicembre 2005 questa produzione avrebbe dovuto toccare Sydney durante un festival, ma il tutto venne annullato.
Una compagnia teatrale indipendente di Brighton interpretò Closer to Heaven nel settembre 2009 al Sakkis Benney Theatre, per un totale di 5 spettacoli (dal 22 al 26 settembre).
La prima produzione statunitense vide la luce, invece, nell'Ottobre 2010 a Dallas, Texas.